# Génération perdue 2
Pour les articles homonymes, voir Génération perdue.
Série
Génération perdue
(1987) Génération perdue 3 : L'Origine du mal
(2010)
Pour plus de détails, voir Fiche technique et Distribution.
Génération perdue 2 (Lost Boys: The Tribe) est un film d'horreur américano-canadien réalisé par P. J. Pesce (en) et sorti directement en vidéo en 2008.
Ce long métrage fait suite au film culte Génération perdue de Joel Schumacher (1987) et traite également de vampires. Angus Sutherland, frère cadet de Kiefer, tient un rôle similaire à celui joué par son frère. Du premier opus, seul Corey Feldman reprend un rôle majeur via son personnage d'Edgar Frog. Alors que l'action du premier se situait dans les années 1980 à Santa Carla, l'histoire se déroule de nos jours, à Luna Bay aux États-Unis.

## Synopsis
À la mort de leurs parents, Chris et Nicole Emerson emménagent chez leur tante, Jillian, à Luna Bay en Californie. Alors qu'ils essaient de s'intégrer à la population locale malgré le drame qu'ils ont vécu, Chris prend bientôt conscience qu'une communauté de vampires rôde dans les parages.
Quand le leader de la bande, Shane, tombe sous le charme de sa sœur et tente par tous les moyens de lui faire gagner le monde de la Nuit, Chris n'a d'autres choix que de chercher de l'aide en la personne d'Edgar Frog.

## Fiche technique
- Titre original : Lost Boys: The Tribe
- Titre français : Génération perdue 2
- Réalisation : P. J. Pesce (en)
- Scénario : Hans Rodionoff, d'après les personnages de Génération perdue créés par Janice Fischer et James Jeremias
- Direction artistique : Greg Venturi
- Décors : Tony Devenyi
- Costumes : Angelina Kekich
- Photographie : Barry Donlevy
- Montage : David Rapaport
- Musique : Nathan Barr
- Production : Phillip B. Goldfine et Basil Iwanyk
- Sociétés de production : Thunder Road Pictures et Hollywood Media Bridge
- Société de distribution : Warner Premiere (États-Unis)
- Pays d'origine :  États-Unis et Canada
- Langue originale : anglais
- Format : couleur - 2.35 : 1 - Dolby Digital - 35 mm
- Genre : comédie horrifique, fantastique
- Durée : 92 minutes
- Dates de sortie :
  - États-Unis : 29 juillet 2008 (direct-to-video)
  - France : inédit

## Distribution
- Tad Hilgenbrink : Chris Emerson
- Autumn Reeser : Nicole Emerson
- Angus Sutherland (VF : Jean-François Cros) : Shane
- Corey Feldman : Edgar Frog
- Gabrielle Rose : tante Jillian
- Shaun Sipos : Kyle
- Merwin Mondesir : Erik
- Kyle Cassie : Jon
- Moneca Delain : Lisa Thompson
- Greyston Holt : Evan
- Tom Savini : David Von Etten
- Daryl Shuttleworth (en) : McGraw
- Sarah Smyth : Hayden
- Alexander Calvert : Grom Hutter
- Jamison Newlander : Alan Frog (scènes coupées au montage)
- Corey Haim : Sam Emerson (scène post-générique)

## Production
Après le succès critique et commercial de Génération perdue (1987), plusieurs projets de suites seront envisagés : une préquelle sur David (Kiefer Sutherland), The Lost Girls ou encore un autre film intitulé Lost Boys: Devil May Cry. Finalement, le projet prend forme bien des années après. Seuls Corey Haim et Corey Feldman reprennent leur rôle du premier film (Jamison Newlander était aussi présent mais a été coupé au montage).
Le tournage a lieu d'août à septembre 2007. Il se déroule majoritairement au Canada en Colombie-Britannique : à Vancouver, Britannia Beach et Richmond.

## Musique
Liste des titres
1. Aiden - Cry Little Sister (5:23) (reprise du thème de Génération perdue)
2. Airbourne - Too Much, Too Young, Too Fast (3:42)
3. Eagles of Death Metal - Don't Speak (I Came to Make a Bang) (2:48)
4. Yeah Whatever - Summertime (3:38)
5. Seether - Burrito (live acoustic) (4:02)
6. Dave Gahan - Kingdom (4:34)
7. G. Love and Special Sauce - Long Way Down (4:10)
8. PJ & The Chile Rellenos - Wish You Were Here (3:16)
9. Starsailor - In My Blood (3:55)
10. The Von Bondies - Only to Haunt You (3:16)
11. Blind Melon - For My Friends (2:45)
12. The Hold Steady - Knuckles (3:47)
13. Styles of Beyond - Nine Thou (Grant Mohrman Superstars remix) (4:03)
14. Hindu Kush - Day Fire (4:05)
15. Jackpot - Dizzy (4:49)
16. Nathan Barr - Suite (4:32)

## Accueil
Sortie directement en vidéo, cette suite de Génération perdue, bien que lucrative[réf. nécessaire], s'attire de très mauvaises critiques et les foudres des fans : Rotten Tomatoes donne au film une moyenne de 0 %, basée sur sept critiques.

## Suite
Après les deux premiers Génération perdue, le troisième opus intitulé Génération perdue 3 : L'Origine du mal est sorti en 2010. L'intrigue se recentre autour des frères Frog, les apprentis chasseurs de vampires du premier film. Devenus adultes, ils continuent à traquer les buveurs de sang.
Un quatrième film a été un temps envisagé, avec Corey Feldman, Jamison Newlander et Chance Michael Corbitt.

## Autres médias
Il existe également une mini-série de comics intitulée The Lost Boys: Reign of Frogs. Elle fait le lien entre les deux films et éclaircit certains points sombres du premier volet. Publiée en un seul tome, elle est traduite en français en 2009, sous le titre de Génération perdue - Reign of Frogs par l'éditeur Marvel Panini France.